# Abertura 1812

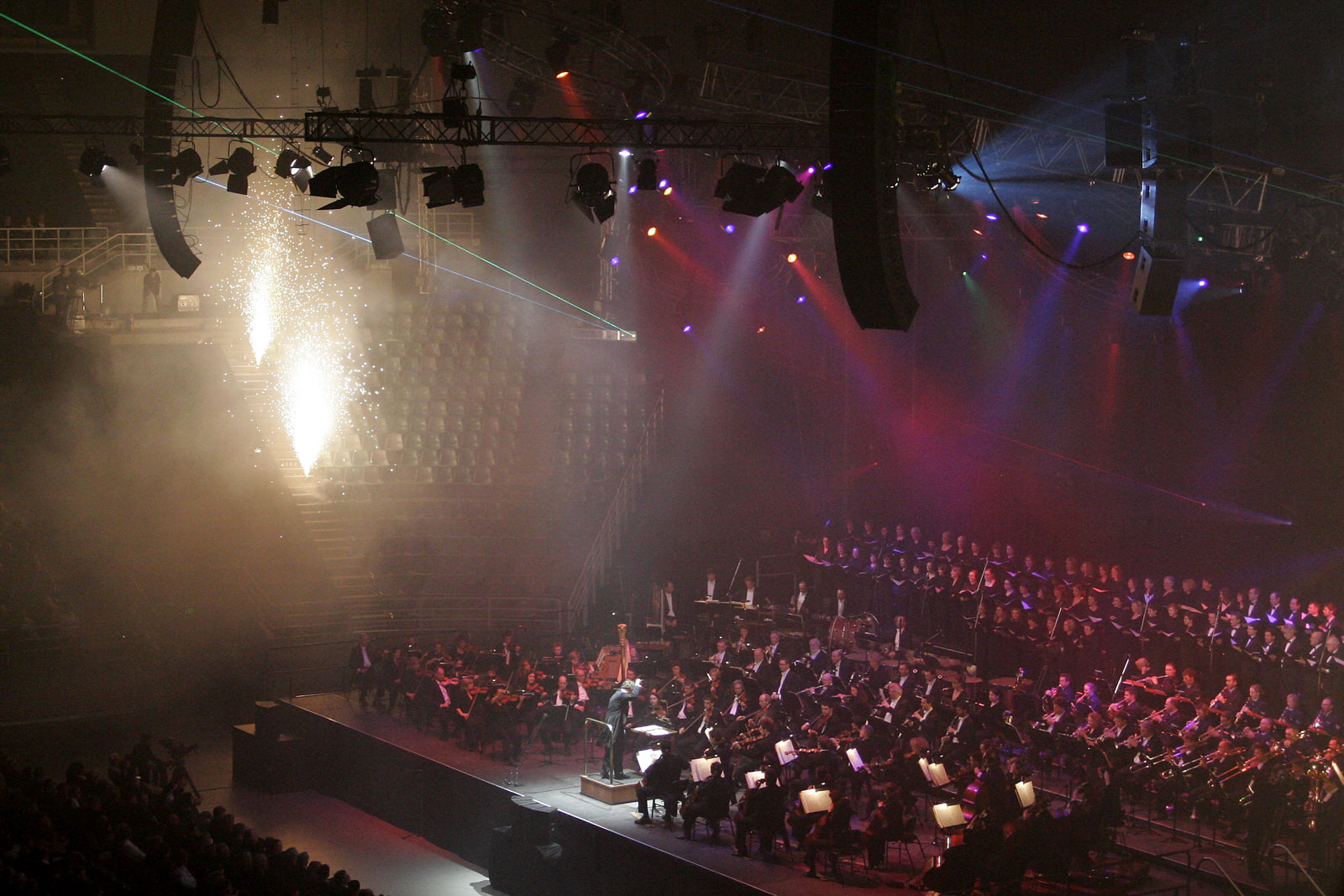
Execução da Abertura 1812, acompanhada por canhões em 2005 no Clássicos Espetaculares, no Rod Laver Arena, Melbourne, Austrália

A Abertura Solene Para o Ano de 1812 é uma obra orquestral de Piotr Ilitch Tchaikovski comemorando o fracasso da invasão francesa à Rússia em 1812 e a subsequente devastação da "Grande Armée" de Napoleão. A obra é também conhecida pela sua sequência de tiros de canhão que é, em alguns concertos ao ar livre, executada com canhões verdadeiros.

## História
A Abertura 1812 foi composta para a abertura da Exposição Universal das Artes, realizada em Moscou em 1882. Foi encomendada a Tchaikovski pelo diretor dos Concertos da Sociedade Imperial Russa, Nicolay Rubinstein.
A abertura da exposição coincidiu com a consagração de uma nova catedral, erigida para comemorar o fracasso da invasão de Napoleão Bonaparte à Rússia, em 1812.
Napoleão era um general temido e o exército francês era considerado imbatível. Em 1812, a França invadiu a Rússia na tentativa de forçar o Czar Alexandre I da Rússia a entrar no delicado sistema de alianças de Napoleão e, mais especificamente, aderir ao Bloqueio Continental. Todavia, a Campanha da Rússia terminou na retirada do exército francês. Complicações da campanha, como por exemplo o alongamento das linhas de suprimento e a presença de um exército imperial russo cada vez maior e melhor preparado, resultaram na destruição do exército, que de 600 000 homens, foi reduzido a 40 000. Alguns russos consideraram que houvera uma ‘intervenção divina' a favor da Rússia.
Embora não gostasse desse tipo de encomenda, Tchaikovski a aceitou e começou a trabalhar em uma obra que celebrasse simultaneamente os 70 anos da vitória russa sobre Napoleão e o primeiro aniversário da coroação do tsar Alexandre III.
Nesse estágio de sua vida, ele era apoiado por Nadejda von Meck, uma senhora milionária que lhe encomendara algumas músicas em 1876. A senhora von Meck foi um grande apoio para ele, estabelecendo-lhe uma renda anual que permitiu certa tranquilidade no dia a dia, com liberdade de escolha de composições. Ela estabeleceu a condição de que jamais deveriam se encontrar.
No entanto, eles se correspondiam frequentemente, até 1890, quando um mal entendido levou a um rompimento dessa relação.

## Características
Entre outras peças do autor, como a Marcha Eslava, esta é uma obra de caráter fortemente nacionalista, composta no ano de 1880, para a comemoração da vitória russa sobre as tropas Napoleônicas.
A composição se baseia em um antagonismo entre a inicial vitória francesa e a posterior revanche russa. A França é musicalmente representada pelo tema de La Marseillaise, hino da Revolução Francesa. A posterior vitória russa no mês seguinte, é representada por um diminueto do hino czarista Deus Salve o Czar e é seguido pelo sonoro e clássico troar de canhões. Assim, encerra-se a contraposição entre as duas vitórias - de início, a francesa, representada pela La Marseillaise, e no final, pelo triunfo russo, retratado pelo hino czarista.
A obra contrapõe o hino da Rússia e o hino da França, com fragmentos do folclore russo e temas religiosos. A Abertura 1812 começa com um coro inspirado no hino ‘Deus ajude vosso povo’, da Igreja Ortodoxa Russa.
Após a Revolução do sovietes e a consequente extinção do hino czarista, a obra sofreu modificações, sendo o tema original substituído pelo coro final da ópera Ivan Susanin, de Mikhail Glinka, cujo nome original é "A Vida pelo Tsar", modificação também realizada por ordem do regime soviético.
Em sua forma completa, a peça é executada por coro, orquestra sinfônica e banda militar com o auxílio de peças de artilharia e carrilhão. Em execuções em salas fechadas, costuma-se substituir os canhões por tímpanos (tambores), a fim de se obter um efeito semelhante ao do disparo das peças.
A Abertura 1812 é fonte de inspiração para releituras, como no caso de Igor Buketoff, que na segunda metade da década de 1960 (1965-70) fez diversas modificações, tanto no coro inicial, quanto outras alterações instrumentais. Ela é tributada na canção "2112 da Rússia".

## Instrumentação
A Abertura 1812 foi escrita para ser interpretada por uma orquestra composta por:
| Instrumentos de Sopro 1 Flautim 2 Flautas 2 Oboés 1 Corne inglês 2 Clarinetas em Si bemol 2 Fagotes 4 Trompas em Fá 2 Cornetas em Si bemol 2 Trompetes em Mi bemol 3 Trombones 1 Tuba Instrumentos de Percussão 1 Jogo de Timbales 1 Bumbo 1 Caixa clara 1 Jogo de Pratos 1 Pandeiro 1 Triângulo 1 Carrilhão (que pode ser substituído por um jogo de campanas tubulares) 1 Canhão de artilharia (ou vários, por motivos de sincronização. Gravações de disparos de artilharia ou instrumentos de percussão são comumente utilizados como alternativa) Instrumentos de Corda Violinos I, II Violas Violoncelos Contrabaixos |

Canhões